# FriendlyVox
Ozvučený webový portál FriendlyVox [ˈfrendlivox] představuje řešení zpřístupňující informační a komunikační služby bez nutnosti užití zraku.
Tvůrcem portálu je brněnský programátor Vladimír Jareš; ten jej vytvořil s ohledem na specifické potřeby zrakově postižených osob. Pro ovládání portálu tak stačí pouze klávesnice a všechny potřebné informace jsou předávány hlasovým výstupem. Nedílnou součástí FriendlyVox je nápověda, díky které portál snadno zvládnou i méně zkušení uživatelé.

## Recepce
FriendlyVox přivítali uživatelé-slepci, do té doby používající počítače vybavené drahými čtecími programy. S povděkem jej přijali knihovníci, jejichž úkolem je umožnit návštěvníkům přístup k informacím – nejen tištěným (knihy a periodika), ale i těm na internetu.

## Možnosti
- přístup k zpravodajským serverům a novinám
- informace pro každý den (Wikipedie, předpověď počasí, jízdní řády…)
- komunikaci prostřednictvím e-mailu, Skype
- sledování rádia či televize
- osobní kancelář (dokumenty, kontakty, kalendář, překlady)
- přístup k sociálním sítím (YouTube, Facebook…)

FriendlyVox lze provozovat na běžném počítači vybaveném webovým prohlížečem Google Chrome, do kterého si uživatel stáhne příslušný programový modul (tzv. rozšíření prohlížeče). Nevidomí mohou používat portál i na počítači, který není ozvučený odečítačem. Jednoduchá úprava nastavení počítače zajistí, že ozvučené prostředí FriendlyVox lze vyvolat jediným povelem z klávesnice.
Uživatelům a zájemcům o FriendlyVox je k dispozici zákaznický servis, který lze kontaktovat telefonicky nebo e-mailem, případně přímo z portálu prostřednictvím k tomu určené služby.

## Cena
V září 2017 se FriendlyVox dočkal ocenění Nadačním fondem Světluška částkou 150 000 korun. Tyto peníze autoři hodlali použít na zaškolení knihovníků.